# Andenes
Andenes és una població i un antic municipi del districte de les Vesterålen, al comtat de Nordland, Noruega. L'antic municipi abasta la part nord de l'illa d'Andøya, a l'actual municipi d'Andøy.
El poble d'Andenes és l'assentament més septentrional de l'illa d'Andøya i del comtat de Nordland. A l'est es troba l'illa de Senja (al comtat de Troms), i a l'oest amb l'inacabable horitzó de l'oceà Atlàntic nord. Andanes és el centre administratiu del municipi d'Andøy. Al llarg del port hi ha un far que es pot veure a grans distàncies. L'Aeroport d'Andøya-Andenes es troba just al sud del poble, a la carretera 82 de Noruega.
Amb una superfície de 1,73 quilòmetres quadrats, el poble d'Andenes té una població de 2.694 habitants (2013). La densitat de població del poble és de 1.557 habitants per quilòmetre quadrat.

## Etimologia
La forma en nòrdic antic del nom era Andarnes (originalment Amdarnes). El primer element és el cas genitiu d'Ömd (l'antic nom de l'illa d'Andøya) i l'últim element significa "punta".

## Història

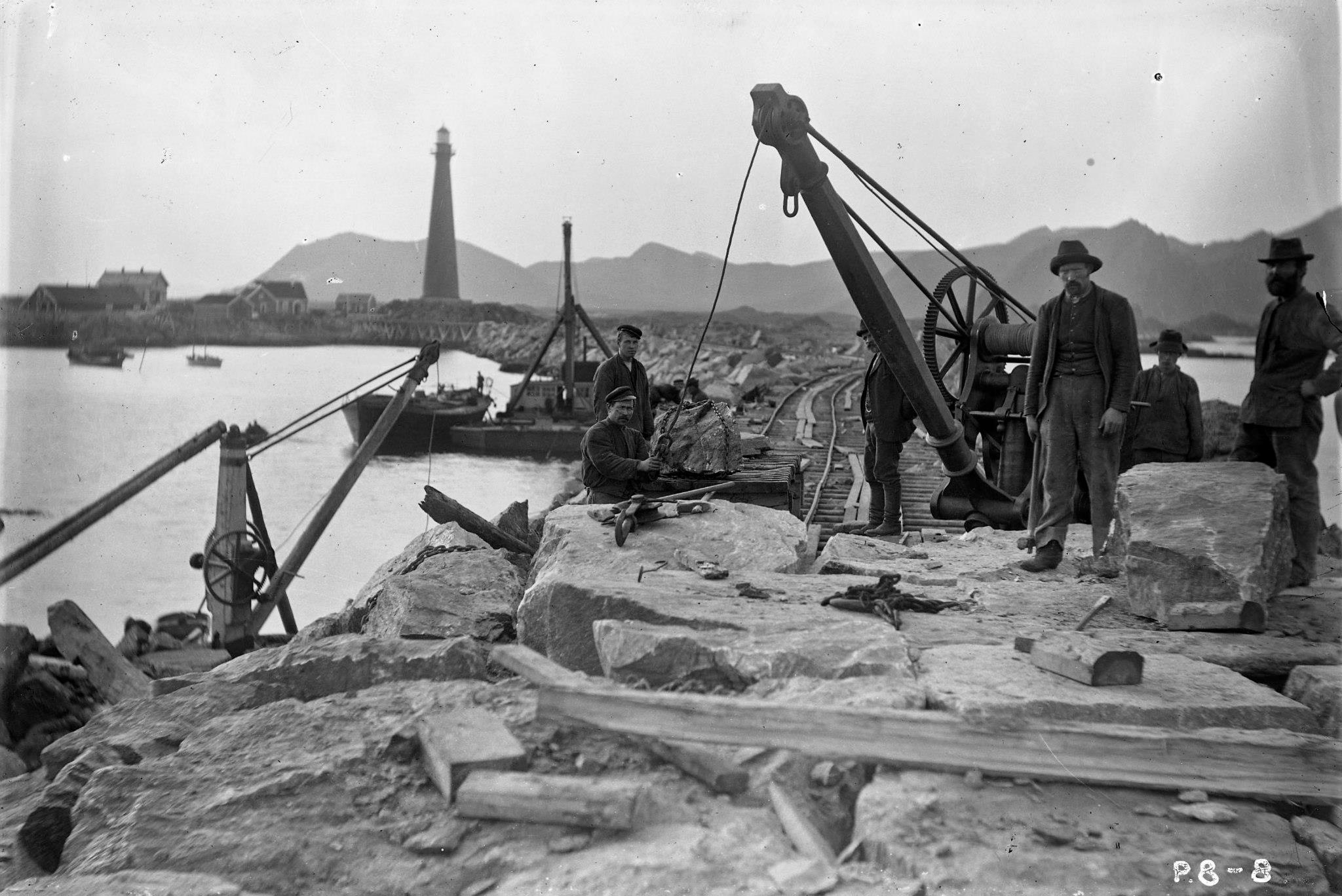
El port d'Andenes al 1902

Andenes ja era un poble de pescadors important durant l'edat del ferro. Al començament del 1900 s'havia convertit en un dels ports pesquers més grans de Noruega.
El municipi d'Andenes es va establir l'1 de gener de 1924, quan es va separar del municipi de Dverberg. Inicialment, Andanes tenia 2.213 residents. L'1 de gener de 1964 Andenes es va fusionar amb els municipis de Dverberg i Bjørnskinn per crear el nou municipi d'Andøy.
A principis de la dècada del 1980 la població del poble d'Andenes era de 3.770, que el convertien en la població més gran de les illes Vesterålen. La reducció de la mida de l'Estació aèria Andøya i la centralització de la població en general a Noruega ha portat a una disminució dramàtica d'habitants durant els últims 20 anys.

## Geografia
El poble es troba a uns 300 quilòmetres al nord del cercle polar àrtic i el sol de mitjanit és visible des del 19 de maig al 25 de juliol. El sol es troba a sota de l'horitzó del 25 de novembre al 28 de gener, durant la nit polar.

### Clima
Andenes té un clima ubicat al límit entre els climes subàrtic i oceànic, per ser extremadament suau per la seva latitud a conseqüència de la influència del Corrent del Golf. Els estius són molt plujosos a causa de la moderació, mentre que fins i tot durant el període nocturn polar les màximes diürnes freqüentment pugen per sobre del punt de congelació.
| Dades climàtiques a Andenes        | Dades climàtiques a Andenes | Dades climàtiques a Andenes | Dades climàtiques a Andenes | Dades climàtiques a Andenes | Dades climàtiques a Andenes | Dades climàtiques a Andenes | Dades climàtiques a Andenes | Dades climàtiques a Andenes | Dades climàtiques a Andenes | Dades climàtiques a Andenes | Dades climàtiques a Andenes | Dades climàtiques a Andenes | Dades climàtiques a Andenes |
| Mes                                | gen                         | febr                        | març                        | abr                         | maig                        | juny                        | jul                         | ag                          | set                         | oct                         | nov                         | des                         | anual                       |
| ---------------------------------- | --------------------------- | --------------------------- | --------------------------- | --------------------------- | --------------------------- | --------------------------- | --------------------------- | --------------------------- | --------------------------- | --------------------------- | --------------------------- | --------------------------- | --------------------------- |
| Màxima mitjana °C (°F)             | 1 (34)                      | −2 (28)                     | 1 (34)                      | 3 (37)                      | 6 (43)                      | 9 (48)                      | 13 (55)                     | 13 (55)                     | 10 (50)                     | 7 (45)                      | 4 (39)                      | 1 (34)                      | 5.5 (41.9)                  |
| Mínima mitjana °C (°F)             | −3 (27)                     | −4 (25)                     | −3 (27)                     | −1 (30)                     | 3 (37)                      | 6 (43)                      | 9 (48)                      | 9 (48)                      | 7 (45)                      | 4 (39)                      | 2 (36)                      | −2 (28)                     | 2.3 (36.1)                  |
| Precipitació mitjana mm (polzades) | 81 (3.19)                   | 69 (2.72)                   | 64 (2.52)                   | 46 (1.81)                   | 48 (1.89)                   | 46 (1.81)                   | 43 (1.69)                   | 46 (1.81)                   | 99 (3.9)                    | 89 (3.5)                    | 86 (3.39)                   | 71 (2.8)                    | 788 (31.02)                 |
| Font: Weatherbase                  |                             |                             |                             |                             |                             |                             |                             |                             |                             |                             |                             |                             |                             |

## Cultura
L'església d'Andenes es troba a la part central del poble. El diari local s'anomena Andøyposten. Andanes acull el festival anual "Rock mot Rus" (Rock contra les drogues), on els joves realitzen la seva pròpia música de rock.